# قانون تغییر ساعت رسمی ایران

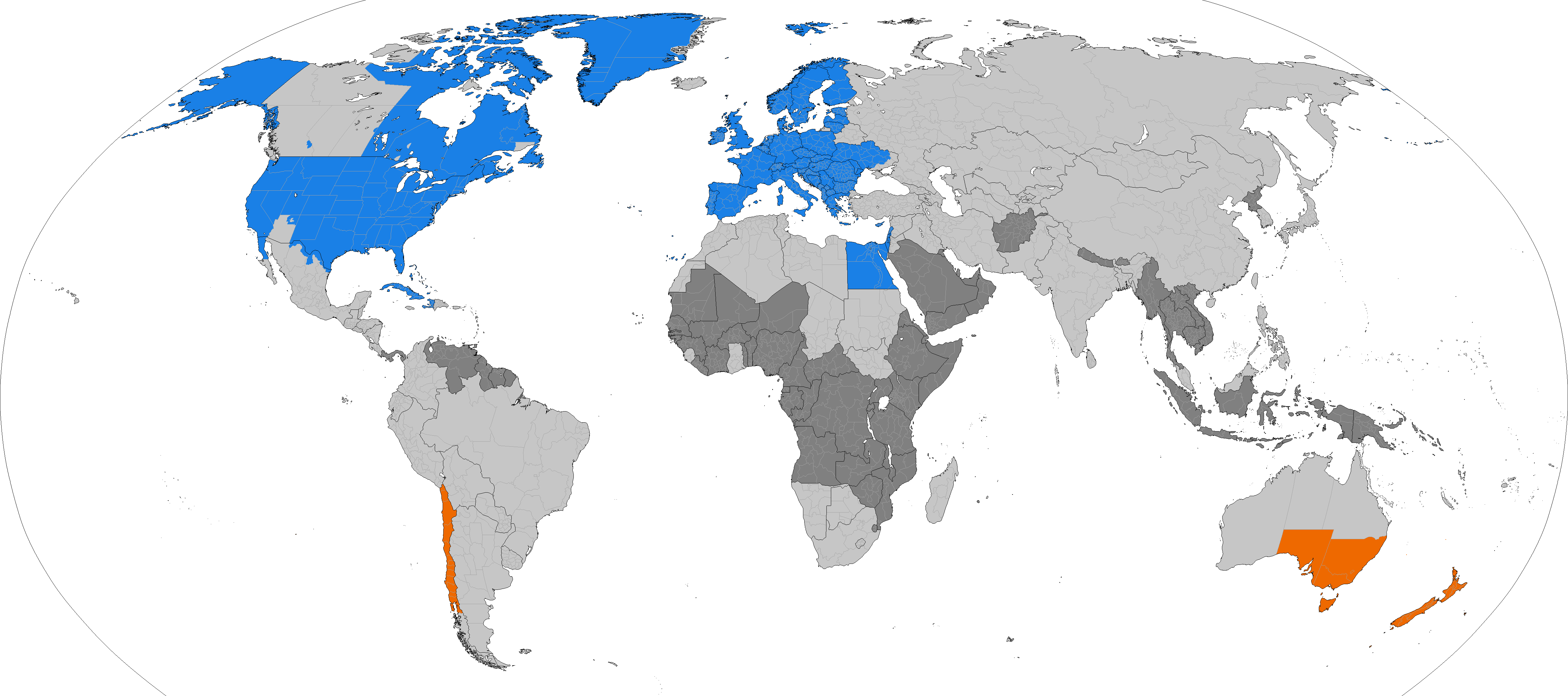
با اینکه این روش توسط اکثر کشورهای جهان مورد استفاده قرار نمی‌گیرد، اما تغییر ساعت تابستانی در بین جهان غرب فراگیر است.
تابستان نیمکرهٔ شمالی
تابستان نیمکرهٔ جنوبی
استفاده می‌شده ولی دیگر نمی‌شود
هرگز استفاده نشده‌است

قانون تغییر ساعت رسمی ایران، قانونی بود که به موجب آن ساعت رسمی ایران، هر سال در ساعت ۲۴ روز اول فروردین (ساعت ۰۰:۰۰:۰۰ روز دوم)، یک ساعت به جلو و در ساعت ۲۴ روز سی‌ام شهریور (ساعت ۰۰:۰۰:۰۰ روز سی‌ویکم)، یک ساعت به عقب کشیده می‌شد و به حالت سابق برمی‌گشت. این کار به منظور استفادهٔ بیشتر از روشنایی روز انجام می‌گرفت، که از سال ۱۴۰۲ به بعد، به دلیل تصویب «قانون نسخ قانون تغییر ساعت رسمی کشور» مورخ ۱۰ فروردین ۱۴۰۲ در مجلس شورای اسلامی، دولت مجاز به اجرای این قانون نیست.
تغییر ساعت رسمی مصوبه سال ۱۳۷۰ هیئت دولت ایران در زمان ریاست جمهوری اکبر هاشمی رفسنجانی بود که در شهریور ۱۳۸۶ توسط مجلس ایران تبدیل به قانون لازم الاجرا شد.
که در دوره ریاست جمهوری محمود احمدی نژاد 
با پیشنهاد ریاست جمهوری به مدت دو سال این قانون لغو شد که بعد از دو سال علی لاریجانی این قانون را لغو کرد  تعدادی از نمایندگان دوره یازدهم مجلس شورای اسلامی ایران طرحی را تدوین کردند که به موجب آن قانون تغییر ساعت رسمی کشور مصوب سال ۱۳۸۶ مجلس شورای اسلامی را لغو و تغییر ساعت رسمی کشور اتفاق نیفتد. طرح مذکور پس از بررسی در صحن علنی مجلس شورای اسلامی در تاریخ ۲۴ اسفند ۱۴۰۰ تصویب شد اما به دلیل ابهاماتی که شامل مشخص نبودن زمان اجرای قانون و مشخص نبودن اختیار دولت در ارتباط با صلاحیت تصمیم‌گیری برای تغییر ساعت می‌شد مورد تأیید شورای نگهبان قرار نگرفت و پس از برگشت به مجلس و رفع ابهامات در تاریخ ۲۱ اردیبهشت ۱۴۰۱ شورای نگهبان طرح مذکور را خلاف موازین شرع و قانون اساسی تشخیص نداد و این طرح به قانون تبدیل شد. این طرح به وسیله رئیس‌جمهور ایران سید ابراهیم رئیسی در تاریخ ۱ خرداد ۱۴۰۱ به تمام نهادهای دولتی و حاکمیتی ابلاغ شد و از تاریخ ۱ فروردین ۱۴۰۲ به اجرا درآمد.
این عمل هم مورد ستایش و هم مورد انتقاد قرار گرفته‌است. به دلیل بهره‌برداری از زمان پس از ساعات کاری، افزوده شدن طول روز پیش از عصر به سود خرده‌فروش‌ها، مسابقات ورزشی و دیگر فعالیت‌ها است. اما می‌تواند برای برنامه‌های سرگرمی و دیگر برنامه‌های مرتبط مشکل ایجاد کند. در حالی که هدف ابتدایی تغییر ساعت تابستانی کاستن مصرف انرژی در ساعات اوج مصرف و کاهش استفاده از لامپ رشته‌ای بوده‌است اما شیوه‌های گرمایش و سرمایش مدرن تا حدود زیادی متفاوت است و به همین دلیل نتیجه در مورد چگونگی تأثیر این شیوه بر مصرف انرژی اغلب محدود و متناقض است.

## تاریخچه

### در جهان
استفاده بیشتر از نور خورشید در طول روز، برای نخستین بار در سال ۱۷۸۴ در فرانسه مطرح شد. در این سال، بنیامین فرانکلین، وزیر مختار آمریکا در فرانسه طی مقاله‌ای که در یکی از مجلات فرانسه چاپ شد، از مردم خواست که صبح‌ها یک ساعت زودتر از خواب بیدار شوند. فرانکلین معتقد بود که به این ترتیب، مردم می‌توانند روزها از روشنایی خورشید استفاده بیشتری کنند و شب‌ها شمع کمتری مصرف نمایند. البته فرانکلین پیشنهادی مبنی بر تغییر ساعت رسمی کشور ارائه نکرد. این پیشنهاد، برای اولین بار در سال ۱۹۰۷ در انگلستان توسط فردی به نام ویلیام ولت پیشنهاد شد؛ هرچند که در آن مقطع زمانی عملی نشد.
اما تغییر ساعت رسمی برای صرفه‌جویی در مصرف انرژی، برای اولین بار در سال ۱۹۱۶ در کشور آلمان عملی شد. بعداً برخی دیگر از کشورها از جمله آمریکا، انگلستان، و برخی از کشورهای اروپایی نیز دست به اقدام مشابهی زدند. عاملی که این دولت‌ها را برای استفاده از این تکنیک متقاعد نمود، کمبود شدید انرژی در اثر جنگ جهانی اول بود.
اکنون هفتاد و هفت کشور جهان با استفاده از این تکنیک، ساعات رسمی خود را تنظیم می‌کنند. اما زمان جلو و عقب کشیدن ساعت در این کشورها یکسان نیست.

### در ایران
در ایران، برای نخستین‌بار، در سالهای ۱۳۵۶ و ۱۳۵۷، ساعت رسمی کشور به ساعات تابستانی و زمستانی تقسیم شد. در سال ۱۳۵۶، از اول فروردین تا اول مهر، ساعت یک ساعت جلو کشیده شد تا چهار ساعت و سی دقیقه با گرینویچ اختلاف داشته باشد. در مهرماه آن سال، ساعت به جای یک ساعت، نیم ساعت عقب کشیده شد و اختلاف ساعت با گرینویچ چهار ساعت شد. در ۴ فروردین ۱۳۵۷ ایران مجدداً ساعت تابستانی اختیار کرد و یک ساعت ساعتها را جلو کشید، که در نتیجه اختلاف ساعت با گرینویچ پنج ساعت شد. اما با وجودی که قرار بود ساعت تابستانی مجدداً در ابتدای مهرماه پایان یابد، هیئت وزرا در ۲۵ تیر ۱۳۵۷ تصویب کرد که ساعت تابستانی در ۱۴ مرداد آن سال (در آستانهٔ ماه رمضان) پایان یابد. به این ترتیب ایران در ۱۴ مرداد ۱۳۵۷ مجدداً به چهار ساعت بعد از گرینویچ برگشت.
در اواخر ۱۳۵۷، در زمان دولت ازهاری یا بختیار، ایران مجدداً به سه ساعت و نیم فاصله از وقت گرینویچ برگشت.
با وجود مخالفت روح الله خمینی با تغییر ساعت پیش از انقلاب اسلامی ایران، بعد از انقلاب در سالهای ۱۳۵۸ (۴ خرداد تا ۳۰ شهریور) و ۱۳۵۹ (۱ فروردین تا آخر شهریور) ساعت تابستانی (با چهار و نیم ساعت اختلاف با گرینویچ) مجدداً احیا شد ولی در سالهای بعد از آن به حالت تعلیق درآمد.
در سال ۱۳۷۰ (در زمان ریاست‌جمهوری اکبر هاشمی رفسنجانی) بر اساس محاسباتی هیئت وزیران ایران مصوبه‌ای را به تصویب رساند که طی آن ساعت رسمی کشور همه ساله در اول فروردین یک ساعت به جلو کشیده شود و در سی شهریور به حالت اول بازگردد. ادامه مطالعات در آن دوره نشان داد که حدود ۱۰۰ مگاوات کاهش مصرف در زمان پیک (اوج مصرف) حاصل شده‌است. اما دولت ایران در اسفند ماه سال ۱۳۸۴ (پس از ۱۵ سال و در زمان ریاست‌جمهوری محمود احمدی‌نژاد) این مصوبه را ابطال نمود. غلامحسین الهام سخنگوی وقت دولت، در زمان اعلام این تصمیم دولت اعلام نمود که بررسی کارشناسانه‌ای مبنی بر این که تغییر ساعت در کشور منجر به صرفه‌جویی در مصرف انرژی در کشور شده باشد، وجود ندارد. وی دلیل لغو مصوبه قبلی هیئت دولت را «سردرگمی بخش‌های زیادی از جامعه در اثر تغییر ساعت رسمی کشور» و «عدم وجود بررسی‌های دقیق و کارشناسانه برای تأیید صرفه جویی در مصرف برق با روش تغییر ساعت» اعلام نمود. این ادعا در حالی مطرح می‌شد که مدتی قبل از آن مدیر دفتر مدیریت مصرف برق شرکت توانیر از کاهش ۱٫۵ درصدی مصرف برق با تغییر ساعت رسمی کشور در اول فروردین خبر داده بود، و میزان این صرفه جویی ظرف ۶ ماه را بیش از ۷۵ گیگاوات ساعت تخمین زده بود. همچنین برخی نمایندگان مجلس در موافقت با توقف تغییر ساعت، ثابت بودن ساعت را کمکی به بجا آوردن فریضه‌های دینی و کم کردن اتلاف زمان بین نماز و ساعت کار معرفی کردند.
پس از آن در سال‌های ۱۳۸۵ و ۱۳۸۶ نمایندگان مجلس شورای اسلامی، طرح‌هایی را در دستور کار خود قرار دادند تا دولت را مکلف به تغییر ساعت رسمی کشور در شش‌ماهه نخست سال نمایند اما در نهایت این طرح‌ها به‌صور"کلی در نیامدند. این در حالی بود که منابع مختلف پیشنهادهای مختلفی، مانند تاریخ‌هایی جدید برای آغاز و پایان تغییر ساعت در سال را مطرح می‌کردند.
در نهایت در روز ۳۱ مرداد ۱۳۸۶ قانونی مشتمل بر یک مادهٔ واحده مبنی بر تغییر ساعت رسمی کشور به تصویب مجلس شورای اسلامی رسید.
بنا بر این قانون، ساعت رسمی کشور «ایران» هر سال در ساعت ۲۴ روز اول (ساعت ۰۰:۰۰:۰۰ روز دوم) فروردین، یک ساعت به جلو کشیده می‌شد و در ساعت ۲۴ روز سی‌ام (ساعت ۰۰:۰۰:۰۰ روز سی‌ویکم) شهریور؛ به عقب کشیده شده، یعنی به حالت اوّل برگردانده می‌شد.
دولت محمود احمدی‌نژاد، این قانون را در سال ۱۳۸۷ اجرا نکرد و علت این امر را ابهام قانونی در مصوبه مجلس دانست.

## قانون لغو تغییر ساعت در ایران
برخی از نمایندگان مجلس شورای اسلامی، ابتدا در ۲۵ آذر ۱۳۹۹ و سپس در ۲۸ شهریور ۱۴۰۰ طرح لغو قانون تغییر ساعت رسمی کشور را مطرح کردند که با رأی‌آوردن و تصویب، این قانون از نیمهٔ دوم سال ۱۴۰۱  لغو شد.
نمایندگان موافق طرح بی‌تأثیربودن تغییر ساعت‌ها در صرفه‌جویی اقتصادی و اختلال در ساعت بیولوژیک را بیان می‌کنند.
در جمهوری اسلامی ایران، تغییر ساعت تابستانی از سال ۱۳۷۰ تصویب و عملی شد و از سال ۱۳۸۷ قانونی نیز شد. پیشتر نیز در دوره احمدی‌نژاد، در سال‌های ۱۳۸۵ و ۱۳۸۶ اجرا نشده بود.
نمایندگان دوره یازدهم مجلس شورای اسلامی در ۲۴ اسفند ۱۴۰۰ با «طرح نسخ قانون تغییر ساعت رسمی کشور»  ماده واحده‌ای را تصویب کردند که قانون تغییر ساعت رسمی این کشور را منسوخ می‌کند. این مصوبه پس از رفع ابهاماتی، در مجلس در تاریخ ۲۴ اردیبهشت ۱۴۰۱ پس از تأیید شورای نگهبان و ابلاغ قانون به‌وسیلهٔ رییس‌جمهور، به وزارت‌خانه‌ها و سازمان‌های مربوطه، در تاریخ ۱ خرداد ۱۴۰۱ از تاریخ ۱ فروردین ۱۴۰۲ لازم‌الاجرا گردید.
در تاریخ ۲ اردیبهشت ۱۴۰۴ بررسی فوریت لایحه تغییر ساعت رسمی کشور در دستور کار مجلس قرار گرفت که فوریت آن رای نیاورد.
فاطمه مهاجرانی سخنگوی دولت: با تغییر ساعت معادل یک نیروگاه ۱۲۰۰ مگاواتی صرفه‌جویی در مصرف برق خواهیم داشت/ لایحه امروز در مجلس بررسی می‌شود
رئیس سازمان اداری و استخدامی: لایحه‌ای دو فوریتی به مجلس ارائه شده تا در صورت تصویب، اختیار تغییر ساعت رسمی کشور به دولت داده شود.چه این لایحه مصوب شود و چه نشود، ساعات ادارات از ۱۵ خردادماه تا ۱۵ شهریور ماه تغییر خواهد کرد و ادارات از ۶ صبح شروع به کار می‌کنند.
به درخواست وزارت نیرو و در صورت ضرورت، شاید این شروع تغییر ساعات ادارات از ۱۵ اردیبهشت‌ماه اجرایی شود.